# سیارک ۷۴۷۲
سیارک ۷۴۷۲ (به انگلیسی: 7472 Kumakiri، نامگذاری:1992CU) هفت هزار و چهارصد و هفتاد و دومین سیارک کشف شده‌است که در ۱۳ فوریه ۱۹۹۲ کشف شد.
قدر مطلق سیارک برابر ۱۱٫۹۰ است.